# Молуккская пустельга
Молуккская пустельга (лат. Falco moluccensis) — один из видов соколов.

## Распространение и место обитания
Распространена от Уоллесии до Явы. Обитает на лугах с отдельными деревьями, в редколесьях и на краях первичного и высокого вторичного леса. Вдоль лесозаготовительных дорог она иногда проникает в леса и изредка встречается в лесных районах. Населяет и антропогенные ландшафты.

## Поведение
Повадками напоминает обыкновенную пустельгу.

## Питание
Пятнистая пустельга поедает в основном мелких млекопитающих, птиц (предпочитает водоплавающих и голубей), ящериц и насекомых.

## Гнездование
Молуккская пустельга имеет гнездовое поведение, сходное с таковым у родственных видов. Может гнездиться в постройках людей, на склонах утёсов и в чужих заброшенных гнёздах. В Индонезии её гнёзда было обнаруживали в самых разных местах, включая традиционное жилище с пиковой крышей или в кронах пальм. Гнезда обычно занимают в марте-сентябре или октябре во время брачного сезона.

## Голос
Молуккской пустельги есть крик: «кий, кик, кик», похожий на крики родственных видов. В полёте она склонна использовать другой крик: «рррит, рррит, рррит».